# Torpedowce typu Spica

Szkic okrętów typu Spica

Torpedowce typu Spica były używane przez Regia Marina (Marynarka Wojenna Królestwa Włoch) podczas drugiej wojny światowej. 
Zbudowano je w rezultacie postanowień Traktatu Waszyngtońskiego, według których okręty o wyporności poniżej 600 ton można budować bez limitów. Łącznie zbudowano 32 okręty tego typu, z których 30 weszło do służby w Regia Marina, a dwa sprzedano w 1940 r. do Szwecji.
Mimo że powszechnie klasyfikowane jako torpedowce, okręty typu Spica były zbliżone do niszczycieli eskortowych i były używane do zwalczania okrętów podwodnych.
23 okręty tego typu zostały zniszczone podczas drugiej wojny światowej.

## Okręty
| Okręty     | Stocznia        | Zbudowany            | Przeznaczenie |
| ---------- | --------------- | -------------------- | --- |
| Airone     | Ansaldo, Genua  | 10 maja 1938         | Zatopiony 12 października 1940 w bitwie koło Przylądka Passero przez krążownik HMS „Ajax” |
| Alcione    | Ansaldo, Genua  | 10 maja 1938         | Zatopiony 11 grudnia 1941 przez okręt podwodny HMS „Truant” |
| Aldebaran  | Ansaldo, Genua  | 6 grudnia 1936       | Zatopiony 20 października 1941 na minach położonych przez okręt podwodny HMS „Rorqual” |
| Altair     | Ansaldo, Genua  | 23 grudnia 1936      | Zatopiony 20 października 1941 na minach położonych przez okręt podwodny HMS „Rorqual” |
| Andromeda  | Ansaldo, Genua  | 6 grudnia 1936       | Zatopiony 17 marca 1941 |
| Antares    | Ansaldo, Genua  | 23 grudnia 1936      | Zatopił grecki okręt podwodny "Proteus" 29 grudnia 1940. Zatopiony 28 marca 1943 |
| Aretusa    | Ansaldo, Genua  | 1 lipca 1938         | Przetrwał wojnę i służył po niej we Włoskiej Marynarce Wojennej. Wycofany ze służby 1 sierpnia 1958 |
| Ariel      | Ansaldo, Genua  | 1 lipca 1938         | Zatopiony 12 października 1940 w bitwie koło przylądka Passero przez krążownik HMS „Ajax” |
| Astore     | BS Napoletani   | 30 maja 1935         | Sprzedany Szwedzkiej Marynarce Wojennej jako "Remus" w 1940. Wycofany ze służby 1958 |
| Calipso    | Ansaldo, Genua  | 16 listopada 1938    | Zatopiony 5 grudnia 1940, na minach koło Trypolisu |
| Calliope   | Ansaldo, Genua  | 28 października 1938 | Przetrwał wojnę i służył po niej we Włoskiej Marynarce Wojennej. Wycofany ze służby 1 sierpnia 1958 |
| Canopo     | CT Riva Trigoso | 31 marca 1937        | Zatopiony 3 maja 1941 |
| Cassiopea  | CT Riva Trigoso | 26 kwietnia 1937     | Zatopił brytyjski niszczyciel HMS "Pakenham" w bitwie na południowy wschód od wyspy Marettimo, 16 kwietnia 1943. Przetrwał wojnę i służył po niej we Włoskiej Marynarce Wojennej. Wycofany ze służby w 1959 |
| Castore    | CNR, Ancona     | 16 January 1937      | Zatopiony 2 czerwca 1943 przez brytyjski HMS "Jervis" i grecki niszczyciel "Vasilissa Olga" |
| Centauro   | CNR, Ancona     | 16 czerwca 1936      | Zatopiony 4 listopada 1942, w wyniku bombardowania portu w Benghazi |
| Cigno      | CNR, Ancona     | 15 marca 1937        | Zatopiony 16 kwietnia 1943 w bitwie na południowy wschód od wyspy Marettimo przez brytyjskie niszczyciele HMS "Paladin" i HMS "Pakenham" (później zatopiony w tym samym starciu) |
| Circe      | Ansaldo, Genua  | 4 października 1938  | zatopił okręty podwodne HMS "Grampus", HMS "Union", HMS "P38" i HMS "Tempest". Zatonął w wyniku kolizji 27 listopada 1942 |
| Climene    | CNR, Ancona     | 24 kwietnia 1936     | Zatopiony 28 kwietnia 1943 przez okręt podwodny HMS "Unshaken" |
| Clio       | Ansaldo, Genua  | 2 października 1938  | Zatopił HMS "Grampus" i prawdopodobnie HMS "Triton" w 1940. Przetrwał wojnę i służył po niej we Włoskiej Marynarce Wojennej. Wycofany ze służby w 1959 |
| Libra      | CNQ Fiume       | 19 stycznia 1938     | Przetrwał wojnę i służył po niej we Włoskiej Marynarce Wojennej. Wycofany ze służby w 1964 |
| Lince      | CNQ Fiume       | 1 kwietnia 1938      | Wspólnie z „Lupo” uczestniczył w odbiciu Kastelorizo w lutym 1941. Zatopiony 28 sierpnia 1943 przez okręt podwodny HMS "Ultor" |
| Lira       | CNQ Fiume       | 1 stycznia 1938      | Zatopiony przez własną załogę 9 września 1943, wyremontowany przez Niemców, służył jako TA-49, zatopiony w wyniku bombardowania 4 listopada 1944 |
| Lupo       | CNQ Fiume       | 28 lutego 1938       | Wspólnie z „Libra”, storpedował 31 stycznia brytyjski tankowiec "Desmoulea" (8120 ton) w cieśninie Kasos wyłączając go na resztę wojny. Dowodzony przez Francesco Mimbelliego podczas odbicia Kastelorizo i bitwy o Kretę, gdzie przetrwał starcie z trzema krążownikami i czterema niszczycielami, ocalając połowę konwoju małych statków. Zatopiony 2 grudnia 1942 przez niszczyciele HMS "Jervis", HMS "Javelin", HMS "Janus" i HMS "Kelvin" podczas podejmowania rozbitków z włoskiego transportowca "Veloce" w drodze do Trypolisu. |
| Pallade    | BS Napoletani   | 5 października 1938  | Zatopiony 5 sierpnia 1942 podczas bombardowania Neapolu |
| Partenope  | BS Napoletani   | 26 listopada 1938    | Zatopiony przez własną załogę 11 września 1943 |
| Perseo     | CNQ Fiume       | 1 lutego 1936        | Zatopiony 4 maja 1943 przez „Nubian”, HMS "Petard" i HMS "Paladin" |
| Pleiadi    | BS Napoletani   | 4 lipca 1938         | Zatopiony 14 października 1941 w porcie w Trypolisie |
| Polluce    | BS Napoletani   | 8 sierpnia 1938      | Zatopiony przez samoloty torpedowe 4 września 1942 |
| Sagittario | CNQ Fiume       | 8 października 1936  | Z sukcesem bronił niemieckiego konwoju podczas bitwy o Kretę przed atakiem trzech brytyjskich krążowników i czterech niszczycieli, lekko uszkadzając niszczyciel HMS "Kingston". Zatopił brytyjski ścigacz artyleryjski MTB-639 28 kwietnia w Tunisie podczas eskortowania parowca. Przetrwał wojnę i służył po niej we Włoskiej Marynarce Wojennej. Wycofany ze służby w 1964 |
| Sirio      | CNQ Fiume       | 1 marca 1936         | Przetrwał wojnę i służył po niej we Włoskiej Marynarce Wojennej. Wycofany ze służby w 1959 |
| Spica      | BS Napoletani   | 30 maja 1935         | Sprzedany Szwedzkiej Marynarce Wojennej jako "Romulus" w 1940. Wycofany ze służby 1958 |
| Vega       | CNQ Fiume       | 12 października 1936 | Zatopiony przez HMS "Hereward" 10 stycznia 1941 |